# Sidemia oberthuri
Sidemia oberthuri är en fjärilsart som beskrevs av Rothschild 1920. Sidemia oberthuri ingår i släktet Sidemia och familjen nattflyn. Inga underarter finns listade i Catalogue of Life.